# Cnemidocarpa mortenseni
Cnemidocarpa mortenseni är en sjöpungsart som först beskrevs av Hartmeyer 1912.  Cnemidocarpa mortenseni ingår i släktet Cnemidocarpa och familjen Styelidae. Det är osäkert om arten förekommer i Sverige. Inga underarter finns listade i Catalogue of Life.